# مطار المالكية
مطار الملكية البلدي هو مطار أساسي يخدم مدينة المالكية، المعروفة أيضًا باسم ديريك أو دايريك، وهي مدينة صغيرة تقع في أقصى شمال شرق سوريا. يقع المطار على بعد حوالي 8.5 كيلومترًا شرق المدينة.

## المرافق
يقع المطار على ارتفاع 397 مترًا (1,302 قدم) فوق مستوى سطح البحر. ويضم مدرجًا واحدًا بسطح إسفلتي يبلغ طوله 810 أمتار وعرضه 25 مترًا (2,657 × 82 قدمًا). ونظرًا لاستخدامه بشكل رئيسي في الطيران الزراعي وبعض أنشطة الطيران العام المحدودة، فإن المطار يحتوي فقط على مرافق أساسية جدًا.

## خلال الحرب الأهلية السورية
يسيطر وحدات حماية الشعب على المهبط نيابةً عن كانتون الجزيرة، وذلك بعد أن سيطرت هذه الوحدات، إلى جانب وحدات حماية المرأة، على منطقة المالكية في بداية الحرب الأهلية السورية.
وفي يناير 2016، أُفيد بأن الجيش الأمريكي كان يخطط لإنشاء قاعدة جوية في رميلان أو في هذا الموقع، بهدف زيادة قدرة عملياته التدريبية العسكرية لتأهيل قوات سوريا الديمقراطية. ويُذكر أن مطار أبو حجر في رميلان أكثر تطورًا، حيث أُضيف إليه طوله ليصل إلى 1.3 كيلومتر (4300 قدم).